# 京成立石駅

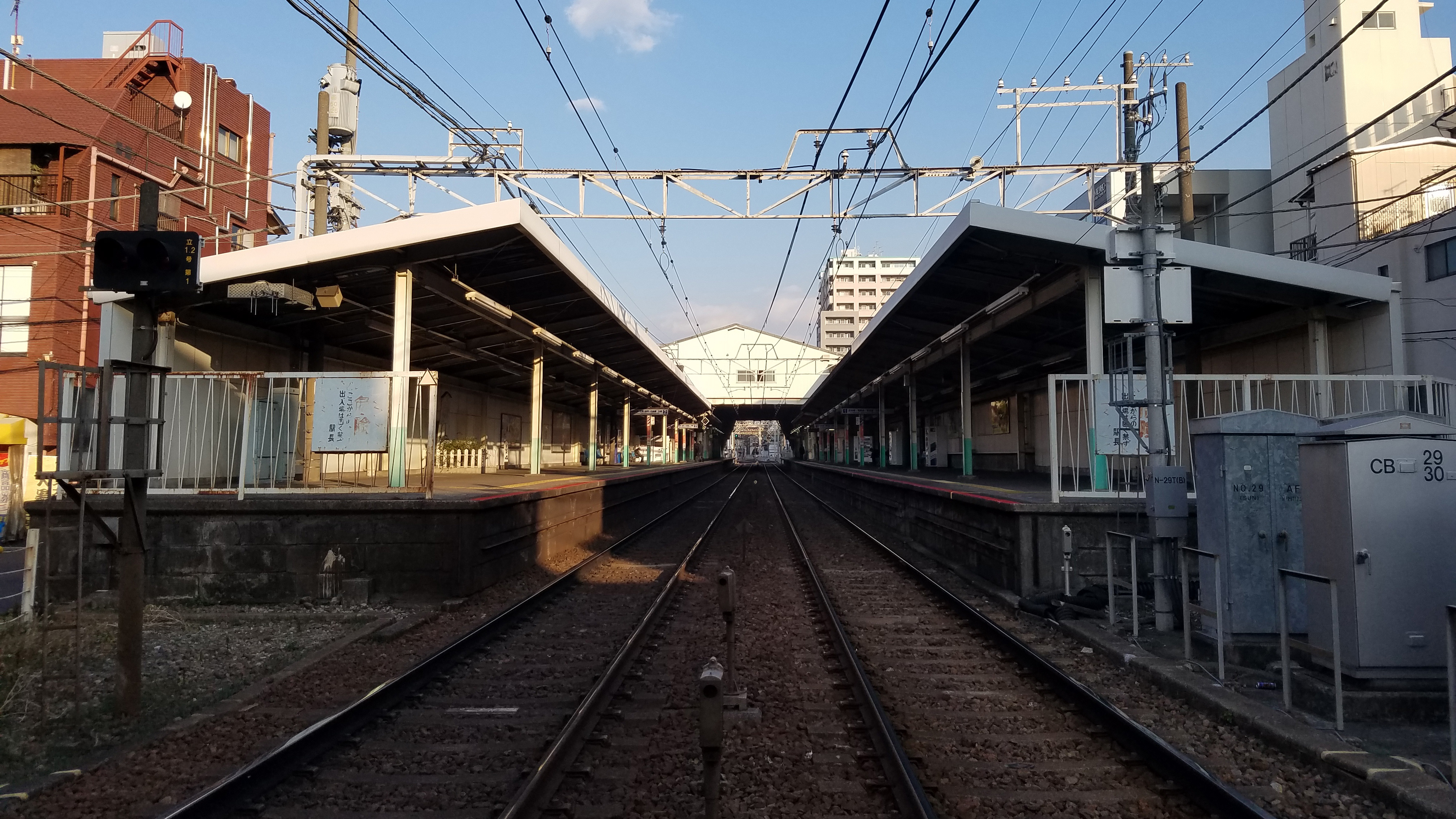
西側の様子（2017年1月）

京成立石駅（けいせいたていしえき）は、東京都葛飾区立石四丁目にある、京成電鉄押上線の駅。駅番号はKS49。

## 年表
- 1912年（大正元年）11月3日：立石駅として開業（葛飾区史などの記述に基づく）。
- 1923年（大正12年） -運行上問題のあった四ツ木駅 - 立石駅間の併用軌道部分を専用軌道に変更するのに伴い、現位置に移動。新駅を中心とした範囲で市街化を目的とした耕地整理が行われた。
- 1931年（昭和6年）11月18日：京成立石駅に改称。
- 1968年（昭和43年）10月2日：駅舎を改築。
- 2006年（平成18年）10月1日：エレベーターの設置工事開始（上りホーム側のみ）。
- 2007年（平成19年）2月28日：エレベーターが供用開始（上りホーム側のみ）。その後、東側出入口にも設置された。下りホーム先頭方に車イス用リフトも設置された。
- 2010年（平成22年）7月17日：ダイヤ改正により急行が廃止され、普通列車のみの停車駅となる。
- 2016年（平成28年）：高架化工事着手。
- 2019年（令和元年）
  - 7月12日：タカラトミー（本社が近辺にある）の人気商品「トミカ」と「プラレール」のイメージソング『のりものGO!GO!パラダイス』を接近メロディーとして期間限定で使用開始。駅構内で2020年（令和2年）4月10日まで、プラレール60周年と京成電鉄110周年を記念して「けいせいたていしプラレール駅」設置[2][3]。
  - 10月1日：視覚障害者がホームから線路へ転落し、列車に跳ねられ死亡する事故が発生[4]。これを受けて上記の期間限定接近メロディーを10月中旬に中止。
- 2020年（令和2年） 4月10日：期間限定の「けいせいたていしプラレール駅」が終了。
- 2023年（令和5年）10月28日：橋上駅舎の閉鎖及び下り地下仮改札と上りホーム東端の地上仮改札の供用開始[5]。
- 2024年（令和6年）11月30日：下り線を仮下り線に切り替え[6][注釈 1]。
- 2026年（令和8年）3月：上り線を仮上り線に切り替える予定、1面2線となる[7][注釈 2]。
- 2028年（令和10年）4月：上り線を高架に切り替える予定[7][注釈 3]。
- 2030年（令和12年）3月：下り線を高架に切り替える予定[7][注釈 4]。

## 駅構造
高架化工事に伴う暫定形態となっており、2024年11月時点では上下線別の単式ホーム2面2線を有する地上駅となっている。改札は上下線別で、下り線専用改札は地下にある。
現在は青砥駅の管轄駅（青砥管区）。以前は立石管区として駅長配置駅であり、四ツ木駅を管轄していた。

### のりば
| 番線 | 路線   | 方向 | 行先                                                              |
| ---- | ------ | ---- | ----------------------------------------------------------------- |
| 1    | 押上線 | 上り | 押上・ 都営浅草線・ 京急線方面                                    |
| 2    | 押上線 | 下り | 青砥・京成高砂・京成船橋・ 成田空港・京成千葉方面（京成本線経由） |
| 2    | 押上線 | 下り | 北総線・ 成田空港方面（成田スカイアクセス線経由）                 |

- 現地の案内では、直通列車のない「上野」「金町」も表記されていたが、2010年代半ばのサインシステム更新の際に削除された。

## 利用状況
2024年度の1日平均乗降人員は34,621人である。押上線の単独駅かつ普通列車のみの停車駅で乗降人員が最も多い。
各年度の1日平均乗降・乗車人員は下表の通りである。
| 年度               | 1日平均 乗降人員 | 1日平均 乗車人員 | 出典     |
| ------------------ | ---------------- | ---------------- | -------- |
| 1990年（平成02年） |                  | 21,718           | [ * 1 ]  |
| 1991年（平成03年） |                  | 21,358           | [ * 2 ]  |
| 1992年（平成04年） |                  | 21,164           | [ * 3 ]  |
| 1993年（平成05年） |                  | 21,016           | [ * 4 ]  |
| 1994年（平成06年） |                  | 20,677           | [ * 5 ]  |
| 1995年（平成07年） |                  | 20,538           | [ * 6 ]  |
| 1996年（平成08年） |                  | 20,334           | [ * 7 ]  |
| 1997年（平成09年） |                  | 19,833           | [ * 8 ]  |
| 1998年（平成10年） |                  | 19,373           | [ * 9 ]  |
| 1999年（平成11年） |                  | 19,101           | [ * 10 ] |
| 2000年（平成12年） |                  | 18,627           | [ * 11 ] |
| 2001年（平成13年） |                  | 18,249           | [ * 12 ] |
| 2002年（平成14年） | 35,935           | 17,926           | [ * 13 ] |
| 2003年（平成15年） | 36,307           | 18,131           | [ * 14 ] |
| 2004年（平成16年） | 35,556           | 17,904           | [ * 15 ] |
| 2005年（平成17年） | 35,562           | 17,896           | [ * 16 ] |
| 2006年（平成18年） | 36,581           | 18,416           | [ * 17 ] |
| 2007年（平成19年） | 37,147           | 18,738           | [ * 18 ] |
| 2008年（平成20年） | 37,647           | 18,929           | [ * 19 ] |
| 2009年（平成21年） | 37,281           | 18,742           | [ * 20 ] |
| 2010年（平成22年） | 36,866           | 18,551           | [ * 21 ] |
| 2011年（平成23年） | 35,746           | 17,984           | [ * 22 ] |
| 2012年（平成24年） | 36,174           | 18,189           | [ * 23 ] |
| 2013年（平成25年） | 36,411           | 18,310           | [ * 24 ] |
| 2014年（平成26年） | 36,317           | 18,252           | [ * 25 ] |
| 2015年（平成27年） | 37,223           | 18,702           | [ * 26 ] |
| 2016年（平成28年） | 37,916           | 19,060           | [ * 27 ] |
| 2017年（平成29年） | 38,856           | 19,192           | [ * 28 ] |
| 2018年（平成30年） | 39,477           | 19,841           | [ * 29 ] |
| 2019年（令和元年） | 39,010           | 19,603           | [ * 30 ] |
| 2020年（令和02年） | 29,974           | 15,033           |          |
| 2021年（令和03年） | 29,716           | 14,915           |          |
| 2022年（令和04年） | 32,060           | 16,097           |          |
| 2023年（令和05年） | 33,675           | 16,919           |          |
| 2024年（令和06年） | 34,621           | 17,390           |          |

## 駅周辺
かつて町工場が多かったことから、駅前は居酒屋、スナック、バーなど中小飲食店が密集する。独特の雰囲気を求めて、駅周辺に自宅や勤務先がなくても訪れる人も多い。高架化工事に伴い、「呑んべ横丁」の一部店舗が閉店したり、駅前に中高層ビルの建設が計画されたりするなど、街並みはやや変化しつつある。
- 立石地区センター（プレハブ仮設）[12]
- 葛飾区役所
- かつしかシンフォニーヒルズ
- 日本年金機構 葛飾年金事務所
- 葛飾区勤労福祉会館（立石地区センター別館）[13]
- 葛飾区立立石図書館[14]
- 葛飾区伝統産業館
- 葛飾税務署
- 立石郵便局
- 葛飾立石一郵便局
- 葛飾東立石郵便局
- 葛飾赤十字産院
- 中川
- タカラトミー本社（玩具メーカー）
- 葛飾エフエム放送
- 立石様
- 證願寺
- 宮田ジム・スポーツクラブ（内藤大助が所属）
- 中央医療技術専門学校
- 立石仲見世下町マーケット[15][16]
- オリンピック立石店

### バス路線
立石駅入口
- 京成バス
  - 新小53：亀有駅行（青砥駅入口経由、平日朝昼は葛飾区役所も経由） / 新小岩駅行（奥戸車庫経由）
  - アリオ亀有無料シャトルバス 立石・青砥ルート：アリオ亀有行（青砥駅入口経由）

- 京成バス東京
  - 新小52乙：亀有駅行（青砥駅入口経由、一部葛飾区役所も経由） / 新小岩駅行（四ツ木駅経由）
  - 有57：亀有駅行（葛飾区役所・お花茶屋駅経由、出・入庫系統） / 葛飾営業所行（出・入庫系統、夜間のみ）
  - 綾02：綾瀬駅行（葛飾区役所・お花茶屋駅経由） / 葛飾営業所行

立石駅通り
- 京成バス東京
  - 新小52：市川駅行（葛飾営業所・小岩駅北口経由） / 新小岩駅行（四ツ木駅経由）
  - 新小52乙：亀有駅行（青砥駅入口経由、一部葛飾区役所も経由） / 新小岩駅行（四ツ木駅経由）

## 隣の駅
京成電鉄
 押上線
■快速特急・■アクセス特急・■特急・■通勤特急・■快速
通過
■普通
四ツ木駅 (KS48) - 京成立石駅 (KS49) - 青砥駅 (KS09)